# Château-l'Hermitage
Château-l'Hermitage è un comune francese di 244 abitanti situato nel dipartimento della Sarthe nella regione dei Paesi della Loira.

## Società

### Evoluzione demografica
Abitanti censiti